# Domo de sal

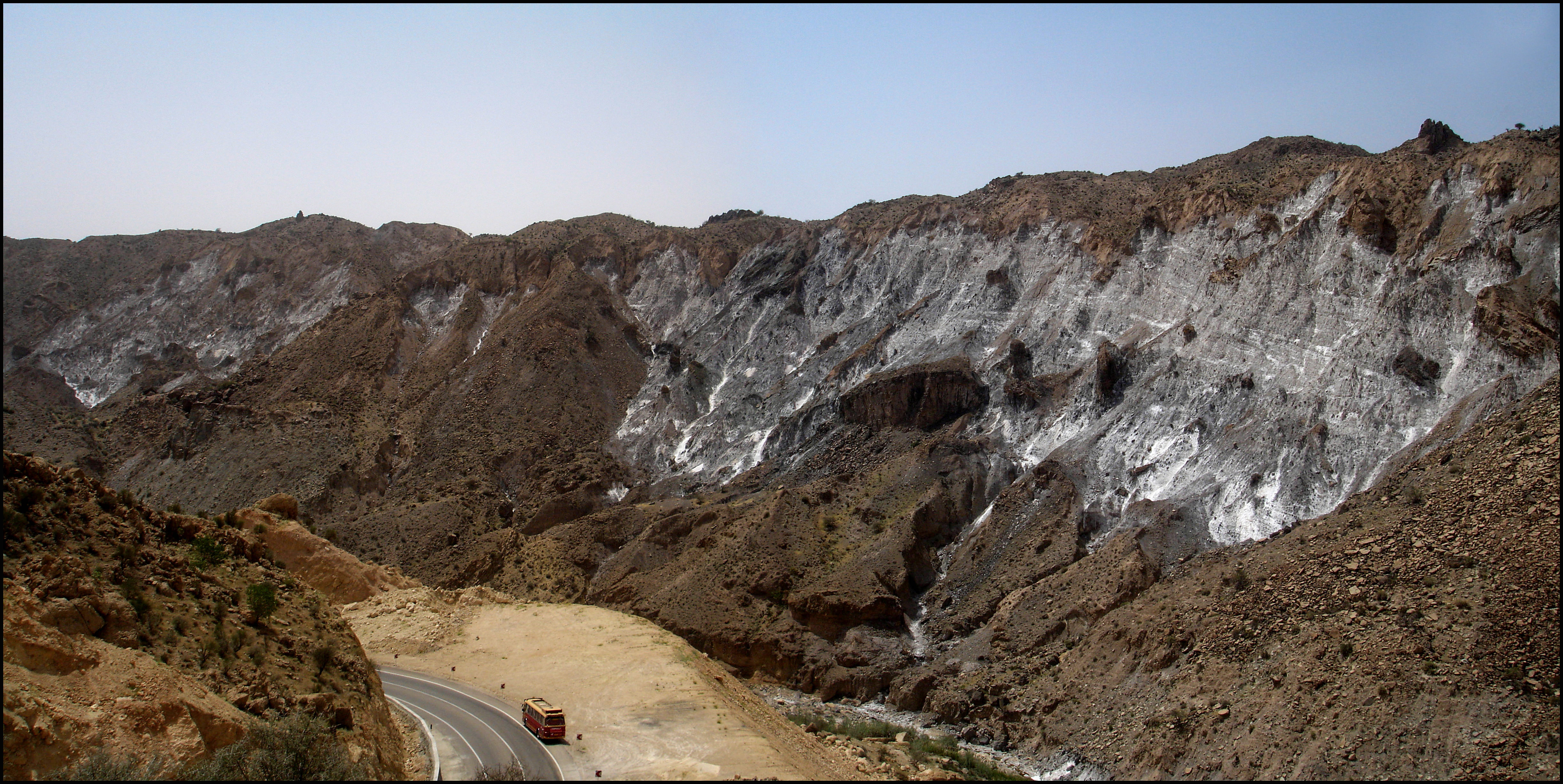
Domo de sal na província Fars, no Irã.

Um domo de sal é um tipo de domo estrutural formado quando uma cama espessa de minerais evaporíticos (principalmente sal, ou halita) encontra-se verticalmente em profundidade em torno de estratos de rocha, formando um diapiro. É importante na geologia do petróleo porque as estruturas de sal são impermeáveis e podem conduzir à formação de uma armadilha (trapa) estratigráfica.